# Gyiophis
Gyiophis är ett släkte av ormar i familjen Homalopsidae med tre arter som förekommer i Sydostasien.
Släktets medlemmar är med en längd mellan 75 och 150 cm medelstora ormar. De förekommer i floddelta med lerig grund. Arterna jagar fiskar. Honor lägger inga ägg utan föder levande ungar. I äldre taxonomiska avhandlingar ingick arterna i släktet Enhydris.
Arterna är:
- Gyiophis maculosa, hittas från Myanmar till Indonesien
- Gyiophis salweenensis, lever i Myanmar
- Gyiophis vorisi, förekommer i Myanmar